# Ligne de Wingen-sur-Moder à Saint-Louis-lès-Bitche et frontière
La ligne de Wingen-Sur-Moder à Saint-Louis-lès-Bitche et frontière est une ligne ferroviaire française à écartement standard et à voie unique non électrifiée. Elle est aujourd'hui fermée et déclassée. Elle reliait les gares de Wingen-sur-Moder et de Saint-Louis-lès-Bitche en passant par Rosteig, Soucht et Meisenthal.
Dans l'ancienne nomenclature de la région Est de la SNCF, cette ligne était numérotée 98. Le petit train qui la parcourait était surnommé localement Ziggel,.

## Histoire

### Chronologie
- 26 mars 1893 : loi allemande qui autorise la création de la ligne[3],
- 21 juillet 1897 : ouverture de l'exploitation par EL[3],
- 28 septembre 1969 : fermeture du trafic voyageurs[4],
- 5 juillet 1971 : fermeture du trafic marchandises[4],
- 26 juillet 1973 : déclassement[4].

### Origine
À partir de 1864 les conseils généraux de la Moselle et du Bas-Rhin étudient la possibilité de créer des chemins de fer locaux. La proximité de la frontière et les intérêts des industriels français et allemands font évoluer les débats vers des lignes d'intérêt générale et notamment une liaison transfrontalière entre Sarrebourg et Deux-Ponts (Zweibrücken). L'administration française fait une étude pour une ligne entre Rohrbach-lès-Bitche et la frontière et en Allemagne, c'est un tracé par la vallée de la Blies qui aboutit à la frontière près de Bliesbruck qui est étudié par la Compagnie des chemins de fer du Palatinat.
En 1871, l'annexion de l'Alsace-Lorraine ne fait pas faiblir les partisans de ces projets, notamment le préfet du Palatinat qui à partir de 1878 va émettre des vœux chaque année pour la réalisation de la ligne face à l'inertie du gouvernement bavarois. Mais il faut attendre 1888 et la pétition envoyée par les communes de Meisenthal, Soucht, Gœtzenbruck et Sarreinsberg, avec le soutien de la Verrerie de Meisenthal, pour un prolongement de la ligne de Bouxwiller à Ingwiller à la frontière allemande, via Wingen, Meisenthal et Volmunster pour obtenir un résultat concret. La construction de la ligne de Wingen-sur-Moder à Saint-Louis-lès-Bitche est autorisée par la loi du 26 mars 1893.

### Ligne du réseau allemand EL (1895-1918)

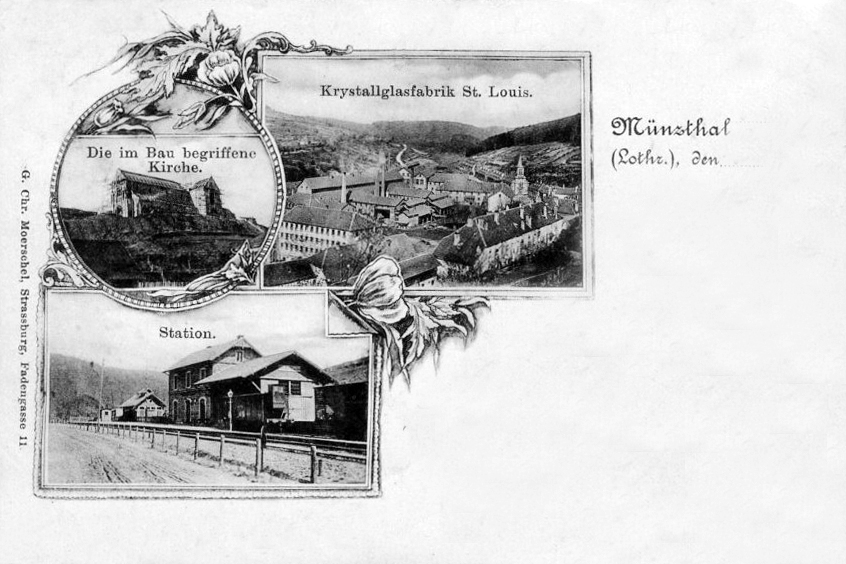
Saint-Louis-lès-Bitche avec sa verrerie et sa station.

Le décret impérial du 14 juillet 1895 confirme la création de ce court embranchement d'environ 12 kilomètres au profil difficile bien qu'il soit prévu un viaduc et deux tunnels. La procédure pour sa réalisation est rapide, dès le mois d'octobre les enquêtes administratives sont réalisées et la construction est confiée à la société Dinndorf. Celle-ci ouvre les chantiers durant cette même année 1895. Après deux années de travaux, les chantiers s'achèvent au printemps et un train spécial effectue la reconnaissance officielle le 15 juillet 1897. Le coût de la réalisation de la ligne est de plus de 3 millions de marks, dont 770 000 marks pour la construction des deux tunnels.
La Direction générale impériale des chemins de fer d'Alsace-Lorraine (EL) met en service l'exploitation de la totalité de la ligne le 21 juillet 1897. Des embranchements privés sont créés pour les verreries de Meisenthal et Saint-Louis qui attendaient cette ouverture pour faciliter la réception du combustible nécessaire au fonctionnement de leurs fours et diminuer le coût de leurs expéditions et à Soucht des wagons sont remplis de Sabots, la spécialité du village, pour des expéditions vers les grossistes de Strasbourg et de Mulhouse. La fréquentation importante du service des voyageurs, notamment par les ouvriers verriers qui résident dans les villages, nécessite rapidement la mise en exploitation de trains supplémentaires à raison de six aller-retour quotidiens.
Sur le réseau EL, la ligne porte le numéro « 11f ».

### Ligne du réseau français (après 1918)
Après la fin de la Première Guerre mondiale la ligne qui fait partie du réseau ferroviaire d'Alsace-Lorraine est gérée à partir de 1919 par l'Administration des chemins de fer d'Alsace et de Lorraine qui lui permet de retrouver son activité d'avant le début du conflit, c'est-à-dire une exploitation voyageurs et marchandises au service des industriels, notamment verriers, des communes desservies. Elle porte alors le numéro 98 de la nomenclature des lignes de chemin de fer de la région Est. Elle devient en 1938 une ligne du réseau de la Société nationale des chemins de fer français (SNCF) et dans les années 1950 elle prend le numéro 166000 de la « numérotation standardisée des lignes dite aussi numérotation UIC ».
Après la Deuxième Guerre mondiale la charge du trafic se réduit, pour les voyageurs mais aussi pour les marchandises, du fait de la concurrence routière et des modifications du fonctionnement des industries verrières qui utilisent des camions et qui modifient leurs fours en installant un chauffage au fioul. Le train voyageurs surnommé localement le « Ziggel » est supprimé le 28 septembre 1969 avec la fermeture du service voyageurs, remplacé par un service routier considéré comme « beaucoup moins performant ». L'arrêt des circulations de trains de marchandises intervient deux ans plus tard, le 5 juillet 1971, marque la fin de l'utilisation ferroviaire de la ligne.
Le 26 juillet 1973 la ligne est officiellement déclassée et la fin du chantier de démontage des installations et de la dépose des voies a lieu en mai 1974. Il reste néanmoins 900 mètres de voies utilisées comme voie de service depuis la gare de Wingen-sur-Moder. Les emprises ferroviaires des gares et de la plateforme sont vendues en 1978.

## Caractéristiques

### Tracé
La voie unique se débranchait de la ligne de Mommenheim à Sarreguemines en gare de Wingen-sur-Moder, puis suivait en parallèle cette ligne sur 1 550 mètres par la vallée de  Schleussmuehle ou elle est établie sur un remblai de 19 m de haut pendant 500 m. Alors que la ligne de Sarreguemines s'éloigne sur la gauche, elle remontait le vallon de Rosteig en parallèle avec la route départementale D333 et atteignait au PK 2,965, à environ 258 m d'altitude, la halte de Rosteig dont le bâtiment est établi à gauche de la voie. En quittant cette gare elle franchissait la vallée de Rosteig et la route départementale par un viaduc de 62 m de long avec un tablier métallique de 34 m de portée. établie de nouveau sur un haut remblai elle remonte la vallée dite Schuesselthal avant de franchir la limite entre la Basse-Alsace et la Lorraine (aujourd'hui Bas-Rhin et Moselle), ligne de partage des eaux entre la Moder la Sarre, par le tunnel de Peterstein long de 558 m avant d'atteindre au PK 7,164 la halte de Soucht (Sucht) à 304 m d'altitude (point le plus haut de la ligne),.
Laissant le bâtiment sur la gauche elle franchit la croupe entre Soucht et Meisenthal par un tunnel de 154 m de long. La voie suit maintenant une grande courbe sur la droite en descente rapide pour atteindre la gare de Meisenthal (Meisental) au PK 8,361 à 289 m d’altitude. Le bâtiment est sur la droite et un embranchement privé desservait la verrerie de Meisenthal. La voie poursuit sa descente par la vallée de Meisenthal puis celle de Saint-Louis-lès-Bitche (Münzthal) en passant par de nombreux remblais et tranchée pour rejoindre la gare de Saint-Louis-lès-Bitche au pk 12,046, à 273 m d'altitude. Un embranchement privée dessert la verrerie royale de Saint-Louis,.

### Gares
Outre la gare d'origine de Wingen-sur-Moder, située sur la ligne de Mommenheim à Sarreguemines, la ligne disposait trois gares intermédiaires à Rosteig, Soucht et Meisenthal, et une gare terminus en impasse à Saint-Louis-lès-Bitche.
Rosteig et Soucht étaient de simples haltes, voyageurs et marchandises, avec chacune un bâtiment voyageurs avec une petite halle à marchandises accolée. La gare de Meisenthal disposait d'une voie d'évitement avec aux deux extrémités un tronçon de garages, un pont-bascule de 20 tonnes et une grue de 6 t. La gare terminus de Saint-Louis-lès-Bitche disposait d'un bâtiment voyageurs avec quais sur la voie principale, d'une voie d'évitement avec un quai et une halle à marchandises, d'une petite voie de garage, d'un dispositif d'approvisionnement en eau, d'une grue de 6 t et d'une bascule de 31 t,.

### Embranchements particuliers
À Meisenthal la  verrerie était desservie par un embranchement industriel de 700 mètres de long, et à Saint-Louis-lès-Bitche la verrerie royale de Saint-Louis disposait également d'un embranchement industriel long de 1 300 mètres.
La ligne était en outre prolongée depuis la gare de Saint-Louis par une antenne militaire de la ligne Maginot desservant l'ouvrage du Simserhof.

### Ouvrages d'art
Cette ligne comportait trois ouvrages d'art d'une certaine importance : un viaduc (Rosteig) long de 34 m et deux tunnels de 558 m et  154 m et plusieurs autres petits ponts.
Le tunnel de Peterstein ou Dreipeterstein du nom du site, en français des trois Pierres ou Pierre des trois Pierres, qui est situé au-dessus. Son entrée est située sur la commune de Wingen-sur-Moder et sa sortie sur celle de Soucht. C'est un tunnel de percement, en partie courbe, construit pour deux voies ferrées bien que la ligne ait été toujours à voie unique. Il possède les particularités, d'avoir ses 22 niches abris établies en vis-à-vis, alors qu'habituellement la disposition de ces niches soit en quinconce, et fourneaux de mines en forme de L, pour une destruction éventuelle de l'ouvrage, disposés en vis-à-vis à mi-hauteur des piédroits. Depuis l'arrêt des circulations il a été fermé par des grilles, pour la sécurité, car il est en mauvais état, mais aussi pour protéger une importante colonie de chauves-souris surveillée par le parc naturel régional des Vosges du Nord.

## Patrimoine ferroviaire
Les bâtiments des gares devenus des habitations privées et des ouvrages d'art : les deux tunnels, dont l'un est en partie ruiné, les deux piliers en maçonnerie du viaduc de Rosteig, d'autres petits ponts, des passages de chemins sous la voie et des remblais et tranchées.